# ヴェイリエ

ヴェイリエの紋章

ヴェイリエ（Veyrier）はスイス、ジュネーヴ州のジュネーヴ市の南東に隣接する基礎自治体(コミューンcommune)。ジュネーヴのほかカルージュ、プラン＝レ＝ズゥアト、トロワネ、アルヴ川をはさんでシェヌ＝ブジュリー、フランス・オート＝サヴォワ県のエトランビエールのコミューンに囲まれている。

## データ
- 面積:6.46 km²
- 人口:9705人(2008年1月)